# ラ・デジラード島

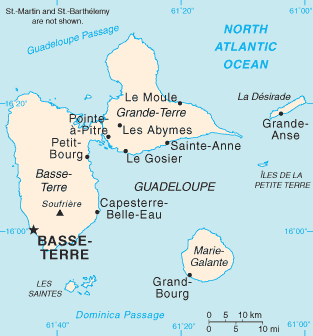
ラ・デジラード島はグアドループの北東部にある

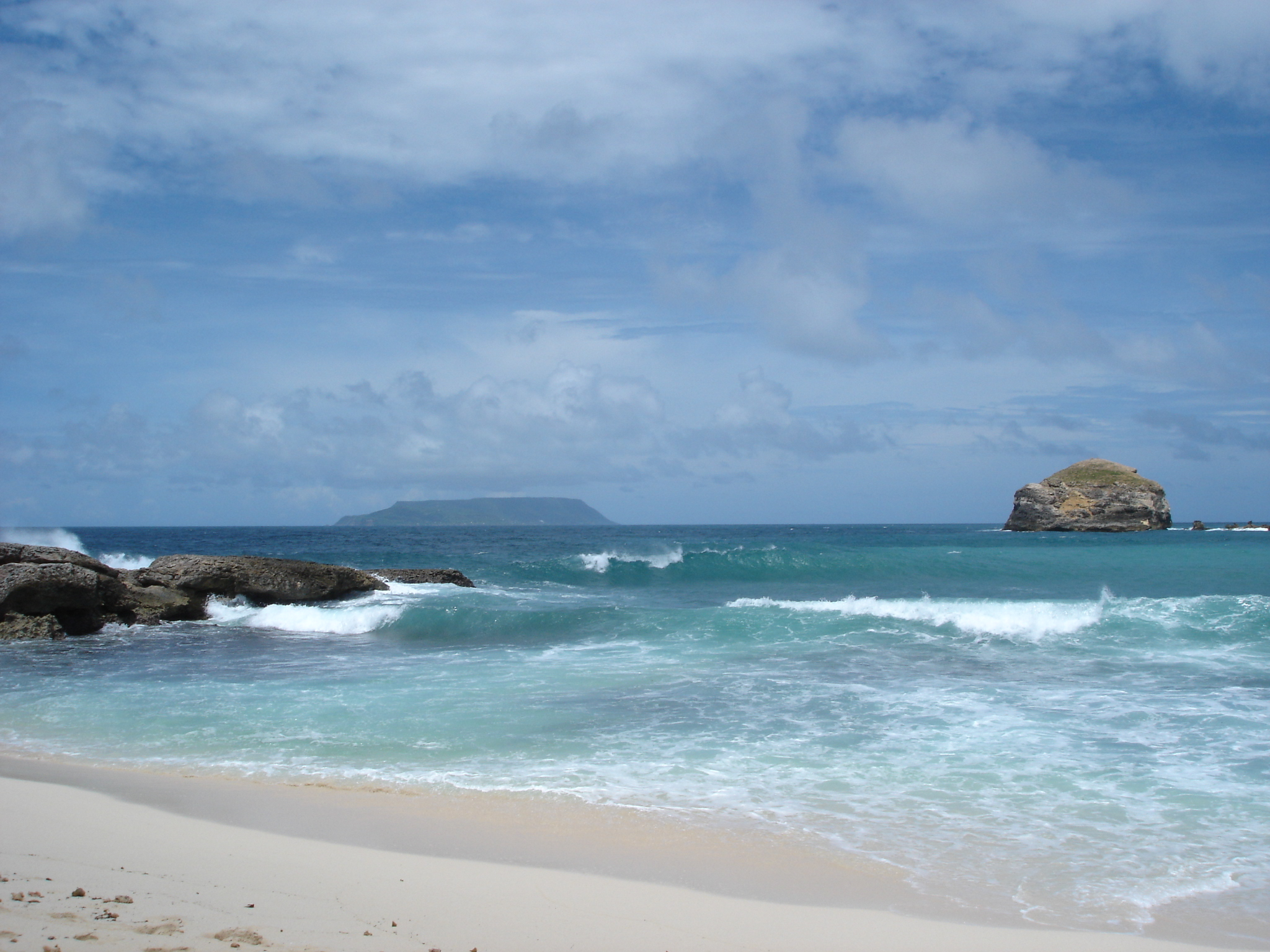
グランド・テール島東岸から望むラ・デジラード島

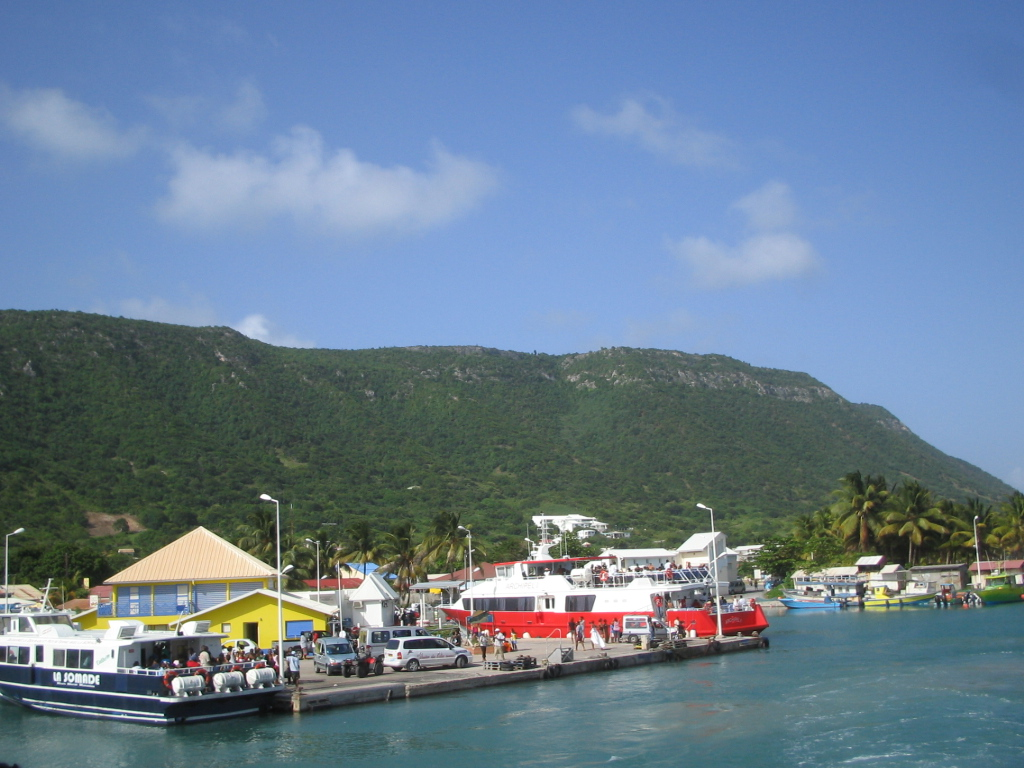
Beauséjour

ラ・デジラード島 (ラ・デジラードとう、La Désirade) は、カリブ海のフランス領グアドループに属するグランド・テール島東方に位置する島。乾燥した石灰岩からなる島で、人口は約1,682人。トウモロコシや綿の栽培や、ヒツジの放牧が行われている。
1493年にクリストファー・コロンブスにより発見され、1725年にフランス人により植民地化がされた。グアドループからのハンセン病患者がこの島に送られた。1930年から1954年の間、ハンセン病患者のための病院施設が存在。島は1958年までハンセン病患者の入植地だった。